# Tišina (Zenica, BiH)
Tišina je naseljeno mjesto u sastavu općine Zenice, Federacija Bosne i Hercegovine, BiH. Nalazi se istočno od rijeke Bosne. S Drivušom na drugoj strani povezana je mostom.

## Povijest
U Tišini su nađeni ostatci antičkog naselja i komunikacija.

## Stanovništvo
Prema popisu 1991. ovdje su živjeli:
- Muslimani - 330 (97,35%)
- Jugoslaveni - 7 (2,06%)
- ostali i nepoznato - 2 (0,59%)